# Queen's Club
The Queen's Club es un club deportivo privado ubicado en Barons Court, West Kensington, Londres, Inglaterra. El club alberga anualmente el torneo de tenis sobre hierba masculino Queen's Club Championships (actualmente conocido como "cinch Championships" por razones de patrocinio). Cuenta con 28 canchas al aire libre y diez cubiertas. Con dos canchas, también es la sede nacional del real tennis, organizando el British Open cada año, exceptuando 2020 debido a la pandemia de coronavirus. El Queen's Club también tiene canchas de rackets y squash; se convirtió en la sede de ambos deportes después del cierre del Prince's Club en 1940.

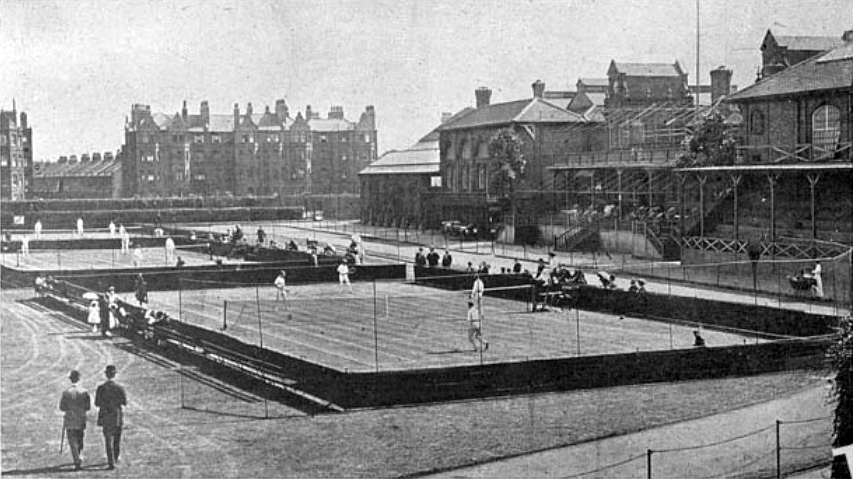
Tres canchas de césped frente al pabellón del Queen's Club

## Historia

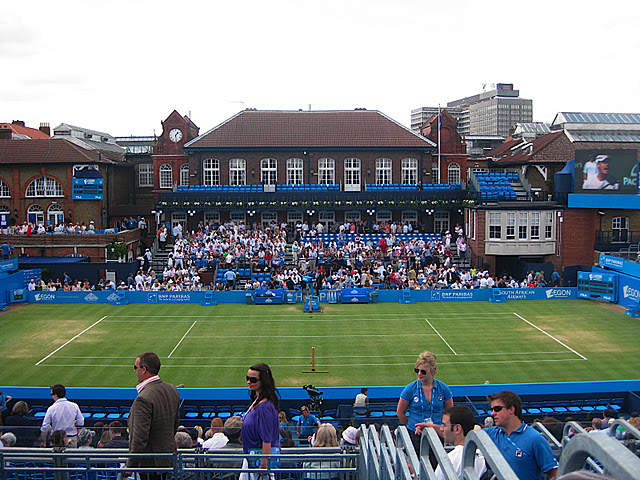
Pista central del Queen's Club, justo antes de la final masculina de 2010.

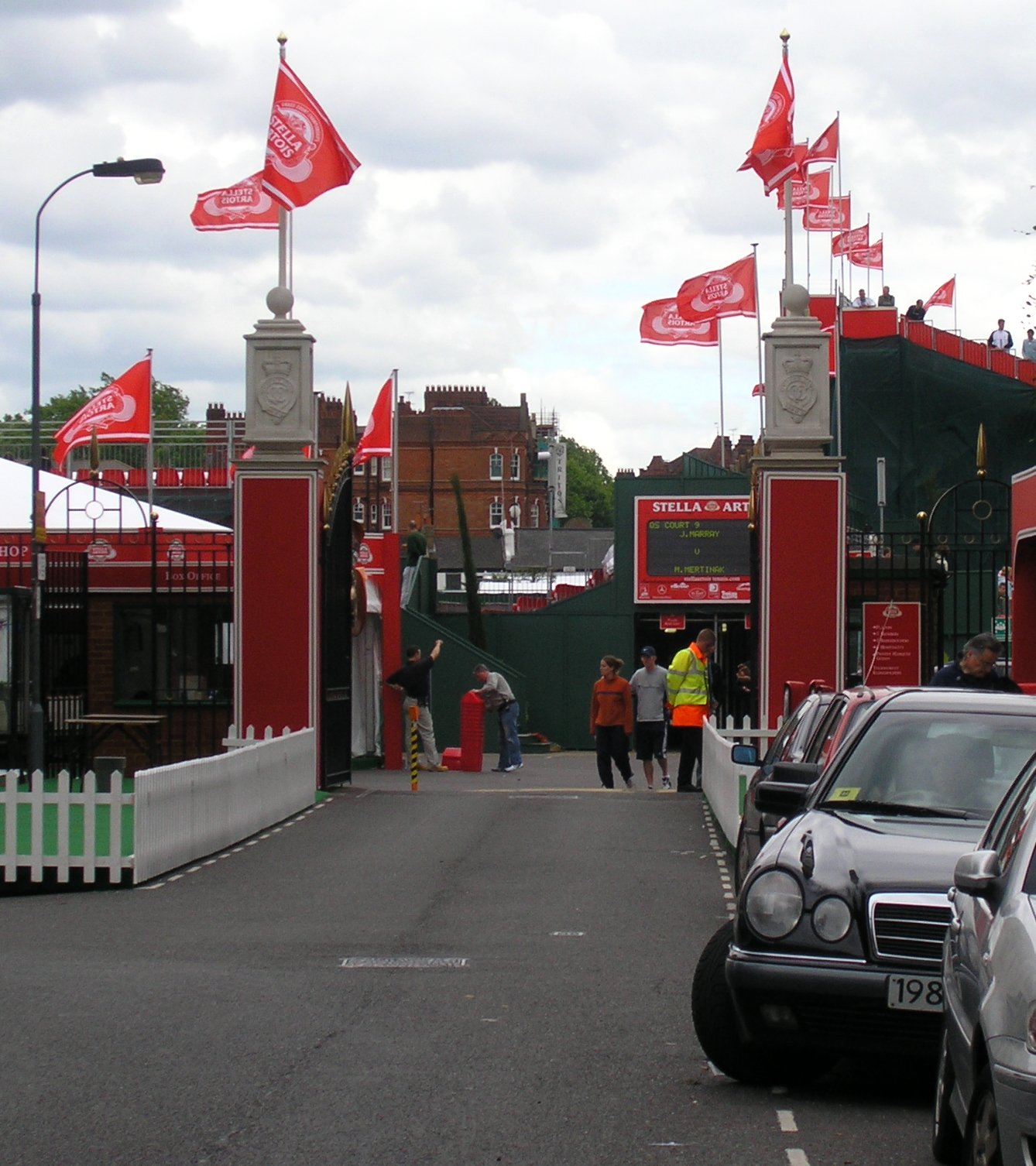
Entrada al Queen's Club durante los preparativos para el Torneo de Queen's Club de 2005

Fundado como The Queen's Club Limited el 19 de agosto de 1886 por Evan Charteris, George Francis y Algernon Grosvener, el Queen's Club fue el segundo complejo deportivo multipropósito del mundo, después del Prince's Club, y se convirtió en el único complejo deportivo multipropósito del mundo cuando el Prince's Club se trasladó a Knightsbridge y perdió sus instalaciones deportivas al aire libre. El club lleva el nombre de la reina Victoria, su primera patrocinadora. Las primeras canchas de tenis sobre hierba se abrieron el 19 de mayo de 1887, y el primer evento deportivo se celebró el 1 y 2 de julio de 1887 cuando Oxford jugó contra Cambridge. Los edificios del club se inauguraron en enero de 1888, después de aproximadamente 18 meses de construcción. William Marshall, finalista del inaugural del campeonato de Wimbledon de 1877, fue el arquitecto. Entre los deportes iniciales ofrecidos en el club estaban real tennis, Eton Fives, rackets, tenis sobre hierba (canchas de hierba y cubiertas), fútbol, rugby y atletismo. También se jugaba cricket, pero no como un deporte organizado. El encuentro deportivo universitario entre Cambridge y Oxford se celebró en el Queen's Club desde 1888 hasta 1928.
El Queen's Club fue la sede de los eventos de tenis en canchas cubiertas, jeu de paume (real tennis) y rackets de los Juegos Olímpicos de 1908. El 7 de marzo de 1914, George V asistió al partido de rugby entre la marina y el ejército. El ejército ganó por cuatro goles y dos tries contra los tres tries de la marina.
Hasta 1922, el club fue el campo principal para los partidos de fútbol del Corinthian F.C.. Se celebró un partido internacional, entre Inglaterra y Gales el 18 de marzo de 1895, el resultado fue un empate 1–1.

### Venta del Queen's Club

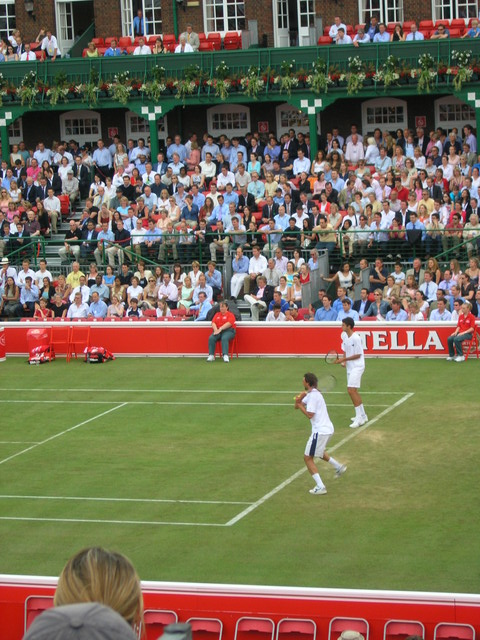
Goran Ivanišević y Mario Ančić jugando dobles durante el Campeonato Queen's Club 2004

El 13 de septiembre de 2005, la Lawn Tennis Association (LTA), el organismo rector del tenis sobre hierba británico, que había sido propietario del Queen's desde 1953, puso el club a la venta. Los términos requerían que el club de rackets y los Queen's Club Championships permanecieran sin cambios (el valor del sitio para reurbanización residencial o comercial podría exceder considerablemente su valor como club deportivo, en caso de que se pudiera obtener permiso de planificación, y la LTA deseaba preservar el rol del club en el tenis británico).
El 8 de marzo de 2006, la LTA anunció que vendería a los miembros del club por £45 millones, poniendo fin a siete meses de incertidumbre sobre el futuro del club. Sin embargo, algunos miembros disputaron el derecho de la LTA a vender el club, que según ellos solo mantenía en fideicomiso en su nombre, y comenzaron a recaudar fondos para impugnar la venta en los tribunales. En diciembre de 2006, las dos partes llegaron a un acuerdo extrajudicial en el que el precio de venta se redujo a £35 millones.
En febrero de 2007, la LTA trasladó su sede del Queen's Club al nuevo National Tennis Centre en Roehampton. Los Cinch Championships siguen siendo una de las seis competiciones sobre hierba más populares del ATP Tour masculino, junto con el Halle Open en Alemania, el Aegon International en Eastbourne, el Torneo de Newport en Rhode Island, los Torneo de 's-Hertogenbosch en los Países Bajos, y Wimbledon.
Las recogepelotas son seleccionadas de entre las alumnas de los cursos 8, 9 y 10 de la St Philomena's Catholic High School for Girls en el sur de Londres y la Nonsuch High School for Girls en Surrey.